# 坊上卓郎
坊上 卓郎（ぼうじょう たくろう、1936年2月2日 - ）は、日本の経営者。香川県出身。

## 経歴
1959年に電気通信大学電気通信学部(電波工学専攻)を卒業し、同年に日本ビクターに入社。1986年6月に取締役を就任し、1988年6月に常務、1989年6月に専務、1990年1月に副社長を経て、1990年6月に社長に就任。1994年6月に取締役相談役を経て、1996年6月に顧問に就任。